# Raymond Burr
Raymond William Stacey „Ray” Burr (ur. 21 maja 1917 w New Westminster, zm. 12 września 1993 w Sonomie) – kanadyjski aktor telewizyjny, teatralny i filmowy. Laureat dwóch nagród Emmy (ośmiokrotnie nominowany do tych statuetek), nominowany do dwóch Złotych Globów.

## Życiorys

### Wczesne lata
Urodził się w New Westminster, w Kolumbii Brytyjskiej jako syn Minervy Annette (z domu Smith, 1892–1974), pianistki i nauczycielki muzyki, i Williama Johnstona Burra (1889–1985), sprzedawcy sprzętu elektronicznego. Kiedy Burr miał sześć lat, jego rodzice rozwiedli się. Jego matka przeniosła się do Vallejo w Kalifornii, razem z nim i jego młodszym rodzeństwem - siostrą Geraldine i bratem Jamesem Edmondem, podczas gdy jego ojciec pozostał w New Westminster. Jego samotna matka utrzymywała swoją małą rodzinę grając na organach w kinach i kościołach. Burr był w stanie wykonywać dorywcze prace. Pracował jako pomocnik na ranczu, podróżujący sprzedawca przyciemnionych fotografii, straż pożarna w służbie leśnej i agent nieruchomości w Chinach, gdzie na krótko zamieszkała jego matka. Burr krótko uczęszczał do Akademii Wojskowej San Rafael w San Rafael w Kalifornii i ukończył Berkeley High School.

### Kariera
W 1934 dołączył do grupy teatralnej repertuarowej w Toronto, która występowała w całej Kanadzie, a następnie dołączył do innej grupy, która podróżowała w Indiach, Australii i Anglii. Krótko uczęszczał do Long Beach Junior College i przez semestr uczył w San Jose Junior College, pracując wieczorami jako aktor radiowy i piosenkarz. Po krótkim pobycie jako piosenkarz w nocnym klubie w Paryżu, Burr studiował na Uniwersytecie Stanforda, Columbia i University of Chunking. W wieku 19 lat poznał reżysera Anatole’a Litvaka, który załatwił Burrowi pracę w letnim kinie w Toronto. Doprowadziło to do powiązania z angielską firmą koncertową. W 1937 rozpoczął współpracę z Pasadena Playhouse.
W 1940 przeniósł się do Nowego Jorku i zadebiutował na Broadwayu w musicalu Crazy With the Heat (1941). Jego kolejny występ w broadwayowskiej sztuce The Duke in Darkness (1944) jako lojalny przyjaciel uwięzionego bohatera zaowocował kontraktem z RKO Pictures.
Burr wziął udział w ponad 50 filmach fabularnych, tworząc szereg złoczyńców, które uczyniły go ikoną filmu noir. Po ekranowym debiucie jako szofer pani Millicent Potter w komedii Earl of Puddlestone (1940) z Jamesem Gleasonem, zagrał Paula Gilla w komedii romantycznej Marvina LeRoya Bez zastrzeżeń (Without Reservations, 1946) z Claudette Colbert. Spędził następne dziesięć lat, specjalizując się w rolach czarnych charakterów; jako Jeff Torrance w dramacie San Quentin (1946), nieuczciwy radny miejski Les Taggart w komedii romantycznej George’a Sidneya Key to the City (Klucz do miasta, 1950) u boku Clarka Gable’a, prokurator pkręgowy R. Frank Marlowe w melodramacie George’a Stevensa Miejsce pod słońcem (A Place in the Sun, 1951) z Montgomerym Cliftem i Elizabeth Taylor oraz Harold Loftus w dramacie Krzyk pośród nocy (A Cry in the Night, 1992) z Natalie Wood. Jego najsłynniejsze kreacja w tym okresie to rola pana Larsa Thorwalda – melancholijnego mordercy żony w dreszczowcu Alfreda Hitchcocka Okno na podwórze (1954) z Jamesem Stewartem i Grace Kelly, a także postać dziennikarza Steve’a Martina w anglojęzycznych scenach filmu japońskiego Godzilla: Król potworów (Godzilla, King of the Monsters!, 1956), za którą dekadę później w Godzilli 1985 był nominowany do Złotej Maliny jako najgorszy aktor drugoplanowy. W miniserialu biblijnym CBS Piotr i Paweł (Peter and Paul, 1981) z Anthonym Hopkinsem wystąpił jako Herod Agryppa I.

## Życie prywatne
10 stycznia 1948 ożenił się z Isabellą Ward. Rozwiedli się w 22 sierpnia 1952.
Był homoseksualistą, choć ukrywał swoją seksualność przez większość życia z obawy, że zaszkodzi to jego karierze. W latach 1960–1993 był związany z Robertem Benevidesem, młodym aktorem i weteranem wojny koreańskiej, którego Burr poznał na planie Perry’ego Masona.

## Filmografia

### Filmy
- 1950: Key to the City (Klucz do miasta) jako Les Taggart
- 1951: Miejsce pod słońcem (A Place in the Sun) jako prokurator okręgowy R. Frank Marlowe
- 1951: Jego typ kobiety (His Kind of Woman) jako Nick Ferraro
- 1954: Okno na podwórze (Rear Window) jako pan Lars Thorwald
- 1982: Spokojnie, to tylko awaria (Airplane II: The Sequel) jako sędzia

### Seriale TV
- 1967–1975: Ironside jako Robert T. Ironside
- 1979: Statek miłości (The Love Boat) jako Malcolm Dwyer